# (31087) Oirase
(31087) Oirase est un astéroïde de la ceinture principale.

## Description
(31087) Oirase est un astéroïde de la ceinture principale. Il fut découvert le 9 janvier 1997 à Chichibu par Naoto Satō. Il présente une orbite caractérisée par un demi-grand axe de 3,01 UA, une excentricité de 0,11 et une inclinaison de 10,1° par rapport à l'écliptique.

## Compléments